# Transfiguració de Rocafort de Vallbona
La Transfiguració de Rocafort de Vallbona és una església neoclàssica de Rocafort de Vallbona, al municipi de Sant Martí de Riucorb (Urgell), inclosa a l'Inventari del Patrimoni Arquitectònic de Catalunya.

## Descripció
La façana de l'església de Rocafort de Vallbona presenta dos cossos horitzontals dividits per una cornisa i rematats per un frontó triangular que abasta l'amplada de la nau central. La divisió vertical es fa en tres cossos mitjançant pilastres toscanes sobre podis. La porta d'entrada està coronada per un timpà semicircular. A la part central del cos superior hi ha un òcul quadrilobulat. Als laterals del cos inferior s'obren dos òculs el·líptics. El campanar és vuitavat, de dos cossos. Al superior hi ha una balustrada i un llanternó que el coronen.
Interiorment és una església de nau única amb u absis completament recte. Només té una capella lateral situada al lateral dret més proper de l'altar major.

## Història
El contracte per construir aquesta obra es va signar davant del notari de Bellpuig, Josep Gili, l'any 1848. S'hi especificava que l'obra seria feta pels mestres de cases de Bellpuig, Josep i Bonaventura Palau, responsables de la última reforma en estil neoclàssic. Antigament la parròquia era sufragània de Nalec. Començà a ser parròquia independent el 12 de juny de 1733. El campanar data de 1868.